# Åkers landskommun, Södermanland
För landskommunen med detta namn i Småland, se Åkers landskommun, Småland.
Åkers kommun var tidigare en landskommun i Södermanlands län.

## Administrativ historik
Den 1 januari 1863, när kommunalförordningarna började tillämpas, skapades över hela riket cirka 2 500 kommuner, varav 89 städer, åtta köpingar och resten landskommuner. Då inrättades Åkers kommun i Åkers socken i Åkers härad. 
1952 genomfördes den första av 1900-talets två genomgripande kommunreformer i Sverige. Åker bildade den då ”storkommun” genom sammanläggning med den tidigare kommunen Länna.
Kommunreformen 1971 innebar att Åkers kommun upphörde och uppgick i Strängnäs kommun.

### Kyrklig tillhörighet
I kyrkligt hänseende tillhörde kommunen Åkers församling. Den 1 januari 1952 tillkom Länna församling. Dessa församlingar gick ihop 2002 att bilda Åker-Länna församling.

## Kommunvapnet
Blasonering: I svart fält en kanon mellan två sädesax, allt av guld.

## Geografi
Åkers landskommun omfattade den 1 januari 1952 en areal av 225,87 km², varav 211,78 km² land. Efter nymätningar och arealberäkningar färdiga den 1 januari 1961 omfattade landskommunen samma datum en areal av 225,05 km², varav 212,96 km² land.

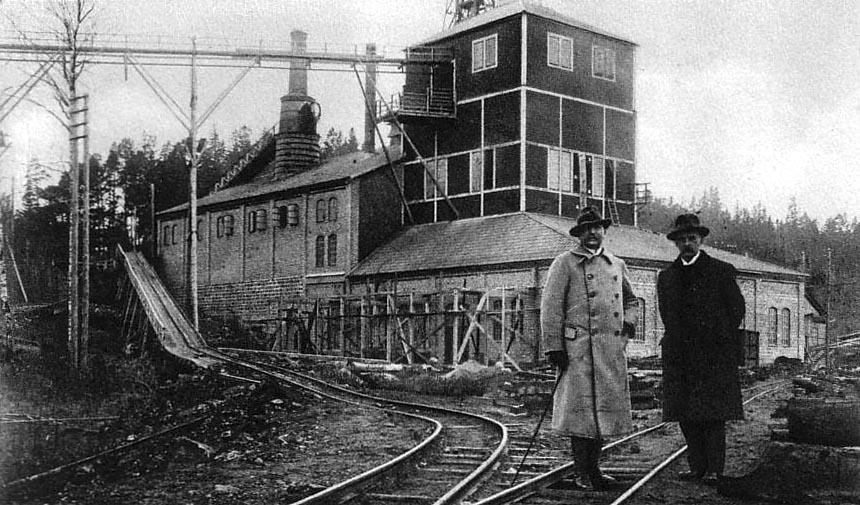
Åkers styckebruk på 1920-talet

### Tätorter i kommunen 1960
| Tätort           | Folkmängd |
| ---------------- | --------- |
| Åkers styckebruk | 1 168     |
| Åkers krutbruk   | 678       |

Tätortsgraden i kommunen var den 1 november 1960 34,1 procent.

## Politik

### Mandatfördelning i valen 1938-1966
| 25 |

| 22 |

| 21 | 4 |

| 23 |

| 21 | 4 |

| 23 |

| 26 | 9 |

| 32 |

| 26 | 3 | 4 | 2 |

| 31 |

| 24 | 4 | 4 | 3 |

| 30 | 5 |

| 26 | 3 | 4 | 2 |

| 30 | 5 |

| 23 | 5 | 4 | 3 |

| 29 | 6 |